# Порто Черезио
По̀рто Черѐзио (на италиански: Porto Ceresio; на ломбардски: Port Cerèsi, Порт Черези) е малко градче и община в Северна Италия, провинция Варезе, регион Ломбардия. Разположено е на 280 m надморска височина, на югозападния бряг на езеро Лаго ди Лугано. Населението на общината е 2943 души (към 2017 г.).